# ريك مودي
ريك مودي (بالإنجليزية: Rick Moody)‏‏ (18 أكتوبر 1961 في نيويورك - ) كاتب، وروائي، وكاتب خيال علمي من الولايات المتحدة.

## الجوائز
- زمالة غوغنهايم

## روابط خارجية
- ريك مودي على موقع IMDb (الإنجليزية)
- ريك مودي على موقع ميوزك برينز (الإنجليزية)
- ريك مودي على موقع ميوزك برينز (الإنجليزية)
- ريك مودي على موقع إن إن دي بي (الإنجليزية)
- ريك مودي على موقع قاعدة بيانات الفيلم (الإنجليزية)